# 6 Ore del Mugello
La 6 Ore del Mugello è stata una corsa automobilistica di velocità in circuito.

## Albo d'oro
Dati relativi al solo Campionato del mondo sportprototipi.
| Anno | Nome                    | Piloti                                      | Vettura        | Resoconto |
| ---- | ----------------------- | ------------------------------------------- | -------------- | --------- |
| 1965 | Gran Premio del Mugello | Mario Casoni Antonio Nicodemi               | Ferrari        | Resoconto |
| 1966 | Circuito del Mugello    | Gerhard Koch Jochen Neerpasch               | Porsche        | Resoconto |
| 1967 | Circuito del Mugello    | Udo Schütz Gerhard Mitter                   | Porsche        | Resoconto |
| 1975 | 1000 km del Mugello     | Jean-Pierre Jabouille Gérard Larrousse      | Alpine-Renault | Resoconto |
| 1977 | 6 Ore del Mugello       | Rolf Stommelen Manfred Schurti              | Porsche        | Resoconto |
| 1978 | 6 Ore del Mugello       | Toine Hezemans Hans Heyer John Fitzpatrick  | Porsche        | Resoconto |
| 1979 | 6 Ore del Mugello       | John Fitzpatrick Manfred Schurti Bob Wollek | Porsche        | Resoconto |
| 1980 | 6 Ore del Mugello       | Riccardo Patrese Eddie Cheever              | Lancia         | Resoconto |
| 1981 | 6 Ore del Mugello       | Giorgio Francia Lella Lombardi              | Osella         | Resoconto |
| 1982 | 1000 km del Mugello     | Piercarlo Ghinzani Michele Alboreto         | Lancia         | Resoconto |
| 1985 | 1000 km del Mugello     | Jacky Ickx Jochen Mass                      | Porsche        | Resoconto |